# Armando Bacot
Armando Linwood Bacot Jr. (Richmond, Virginia; 6 de marzo de 2000) es un baloncestista estadounidense que pertenece a la plantilla de los Memphis Hustle de la G League. Con 2,11 metros de estatura, juega en la posición de pívot.

## Trayectoria deportiva

### Universidad
Tras disputar en 2019 los prestigiosos McDonald's All-American Game y Jordan Brand Classic, jugó cinco temporadas con los Tar Heels de la Universidad de Carolina del Norte en Chapel Hill, en las que promedió 13,9 puntos, 10,1 rebotes, 1,3 asistencias y 1,3 tapones por partido.
En su temporada senior superó dos récords de los Tar Heel. Superó a Tyler Hansbrough en rebotes en una carrera, y a Billy Cunningham en dobles-dobles en la historia del programa. Esa temporada fue además incluido en el mejor quinteto de la Atlantic Coast Conference y en el tercer equipo All-America para Associated Press, Sporting News y la USBWA.

#### Estadísticas
| Año     | Equipo         | PJ  | PT  | MPP  | %TC  | %3P  | %TL  | RPP  | APP | ROB | TPP | PPP  |
| ------- | -------------- | --- | --- | ---- | ---- | ---- | ---- | ---- | --- | --- | --- | ---- |
| 2019–20 | North Carolina | 32  | 32  | 24.5 | .469 | –    | .645 | 8.3  | 1.2 | .5  | 1.1 | 9.6  |
| 2020–21 | North Carolina | 29  | 28  | 22.7 | .628 | .000 | .661 | 7.8  | .8  | .7  | .9  | 12.3 |
| 2021–22 | North Carolina | 39  | 39  | 31.6 | .569 | .125 | .670 | 13.1 | 1.5 | .8  | 1.7 | 16.3 |
| 2022–23 | North Carolina | 32  | 32  | 30.3 | .554 | .000 | .665 | 10.4 | 1.4 | .6  | 1.0 | 15.9 |
| 2023–24 | North Carolina | 37  | 37  | 30.3 | .540 | .400 | .781 | 10.3 | 1.5 | .6  | 1.5 | 14.5 |
| Total   | Total          | 169 | 168 | 28.2 | .552 | .200 | .688 | 10.1 | 1.3 | .6  | 1.3 | 13.9 |

### Profesional
Tras no ser elegido en el Draft de la NBA de 2024, se unió a los Utah Jazz para disputar la Liga de Verano de la NBA, y el 6 de septiembre de 2024 firmó con Memphis Grizzlies. Sin embargo, fue despedido el 19 de octubre, y nueve días después se unió a su filial en la G League, los Memphis Hustle.